# Eenbes
Eenbes (Paris quadrifolia) is een eenzaadlobbige, vaste plant, die behoort tot de eenbesfamilie (Melanthiaceae). Vroeger werd de soort bij de aspergefamilie (Asparagaceae) ingedeeld. De soortaanduiding quadrifolia betekent vierbladig. De soortnaam quadrifolia verwijst naar het feit dat alle delen van de plant viertallig zijn, de geslachtsnaam Paris  kan afkomstig zijn uit de Griekse mythologie (zie hiervoor het Parisoordeel). De plant komt van nature voor in Eurazië en wordt ook in de siertuin gebruikt. De eenbes staat op de Nederlandse Rode Lijst van planten als zeldzaam en matig in aantal afgenomen.
De plant wordt 15-30 cm hoog en vormt een kruipende wortelstok, waaruit een rechte stengel komt met aan de top een krans van vier, soms vijf, breed elliptisch tot omgekeerd eironde, kort toegespitste, zittende bladeren.
Eenbes bloeit van eind april tot juni. De bloem heeft vier brede kelkbladen en vier smalle, groene kroonbladen, acht puntige meeldraden en een stamper met vier stempels. De vrucht is een dikke, blauwzwarte bes.
In Nederland komt eenbes voor in het zuiden en oosten in loofbossen op vochthoudende tot vrij natte, matig voedselrijke gronden.

## Toepassingen
De hele plant is giftig door de aanwezigheid van saponinen.
De plant wordt in de homeopathie gebruikt. Vroeger werd de plant tegen besmettelijke ziekten gebruikt (pestbes).
| Eenbes                                         |
| ---------------------------------------------- |
| - Bloei - Vrucht - Vrucht - Vijftallige eenbes |